# غراهام بيرك
غراهام بيرك (بالإنجليزية: Graham Burke) (21 سبتمبر 1993 دبلن جمهورية أيرلندا - ) هو لاعب كرة قدم أيرلندي يلعب كمهاجم.

## وصلات خارجية
غراهام بيرك على موقع الاتحاد الأوربي (الإنجليزية)
- غراهام بيرك على موقع قاعدة بيانات كرة القدم.إي يو (الإنجليزية)
- غراهام بيرك على موقع Soccerbase.com (لاعب) (الإنجليزية)
- غراهام بيرك على موقع Soccerway.com (الإنجليزية)
- غراهام بيرك على موقع عالم كرة القدم.نت (الإنجليزية)

قالب:تشكيلة بريستون نورث ايند